# 樂華娛樂 (韓國)
韓國樂華娛樂 （韓語：위에화 엔터테인먼트）於2014年9月22日，由李祥圭與鄭海昌在韓國成立，為中國 樂華娛樂 的子公司。韓國樂華經營獨立自主，也會為母公司藝人提供培訓、製作唱片等。目前旗下藝人包括：演員李到晛、歌手崔叡娜、組合TEMPEST。

## 歷史
- 2014年，李祥圭與鄭海昌為首任共同代表，一同設立韓國樂華娛樂，兩人共持有15%股份。韓國樂華娛樂曾與YG娛樂、PLEDIS娛樂、STARSHIP娛樂等經紀公司逹成戰略合作。[1][2]

- 2014年10月，推出首個男子偶像組合UNIQ於中國、韩国同時出道，出道前與YG娛樂合作訓練，成員主要在中國活動，受限韓令的影響下，全部的團體活動幾乎停止。[3][4][5]

- 2016年7月29日，曹承衍以「Luizy（승연）」名義SOLO出道。

- 2016年，與STARSHIP娛樂合作推出13人大型女子偶像組合宇宙少女。

- 2018年，當時的練習生崔叡娜於PRODUCE 48以第四名的成績出道，成為IZ*ONE的成員。[6][7][8]

- 2019年，曹承衍於PRODUCE X 101於第五名的成績出道，成為X1 (男子团体)的成員，但受Mnet選秀節目投票造假事件影響，在短暫活動後宣佈解散。[9][10][11][12]

- 2019年3月21日，首個女子偶像組合EVERGLOW出道。[13][14]同年12月，搬往江南區驛三洞新大樓。[15]

- 2020年1月20日，曹承衍繼續 以「WOODZ（조승연）」名義繼續創作歌手、音樂製作人活動。[16][17]

- 2021年3月14日，IZ*ONE宣傳解散，崔叡娜回歸公司，主要進行綜藝活動。

- 2022年1月17日，崔叡娜以迷你1輯SMiLEYSOLO出道。同年10月19日，WOODZ離開公司。[18][19]

- 2025年5月13日，宣布與旗下團體EVERGLOW成員們經過討論，同意各自分道揚鑣，因此，成員與公司的專屬合約將於2025年6月結束，團體也將解散。[20]

## 代表
- 總經理：李祥圭（이상규），曾在中國傳媒大學主修新聞廣播專業，2011年6月加入樂華娛樂總部，2014年被調任到韓國，設立韓國樂華娛樂。
- 理事：鄭海昌（정해창），前PLEDIS娛樂社長。李祥圭與鄭海昌為首任共同代表，共持有15%股份。[21][22]
- 社長：朴武尚（박무성），前CJ娛樂高層。[23]
- 新人開發部高層：洪正仁（홍정인），前SM娛樂新人開發部高層，2011年加入樂華娛樂。

## 旗下藝人

### 組合
- 隊長以粗斜體顯示。
- 以出道日期排序。

| 出道日期     | 出道日期      | 團體名稱 | 性別 | 成員                                                 | 粉絲名稱 |
|              | 日本          | 團體名稱 | 性別 | 成員                                                 | 粉絲名稱 |
| 2022年3月2日 | 2024年4月10日 | TEMPEST  | 男   | 韓彬 （ 英语 ： Hanbin (singer)） 、 炯燮 、本奕、恩燦、 LEW 、太徠 | iE       |

### 個人歌手
| 出道日期      | 出道日期     | 歌手   | 性別 | 粉絲名稱 |
|               | 日本         | 歌手   | 性別 | 粉絲名稱 |
| 2022年1月17日 | 2023年8月9日 | 崔叡娜 | 女   | Jigumi   |

### 演員
- 李到晛

### 模特
- 黃賢珠

### 簽約藝人
- 章昊（ZEROBASEONE）
- RICKY（ZEROBASEONE）
- 金奎彬（ZEROBASEONE）
- 韓維辰（ZEROBASEONE）
- 劉昇彥（EVNNE)
- 池潤瑞 (EVNNE)

## 已離開藝人

### 團體
- 炯燮x義雄（期間限定團體，2020年8月17日解散）
- TEMPEST
  - HWARANG（2022-2024）
- EVERGLOW（2019-2025）
  - E:U
  - 施賢
  - Mia
  - Onda
  - Aisha
  - 怡人

### 藝人
- WOODZ（2014-2022）

### 昔日練習生
- Brian（Boys Planet參賽者，現AMPERS&ONE成員）
- Ollie（Boys Planet、亞洲超星團參賽者，現LOONG 9成員）
- 崔智現（R U Next?參賽者）
- CHANELLE（R U Next?參賽者，現FIFTY FIFTY成員）